# سنديان مستدير الأوراق
السنديان مستدير الأوراق (الاسم العلمي: Quercus rotundifolia) ، يعرف أيضا بسنديان البلوط أو سنديان البلوطة، أو السنديان البربري، أو السنديان دائم الخضرة، أو سنديان العلف، أو سنديان الخنازير، أو السنديان الحلو. هو بلوط دائم الخضرة موطنه منطقة غرب البحر الأبيض المتوسط، يتواجد معظمه في شبه الجزيرة الأيبيرية و القليل منه في شمال غرب إفريقيا. تم وصف النوع لأول مرة من قبل جان بابتيست لامارك في عام 1785م. يعتبر مصدر غذاء للماشية، ولا سيما الخنازير البرية الأيبيرية. وصفه بعض المختصين عل أنه نوع فرعي من السنديان الأخضر، وكثيرا ما يتم الخلط بينهما. تم استخدام  السنديان مستدير الأوراق لتغذية الإنسان منذ العصر الحجري الحديث (7000 قبل الميلاد).

## وصف

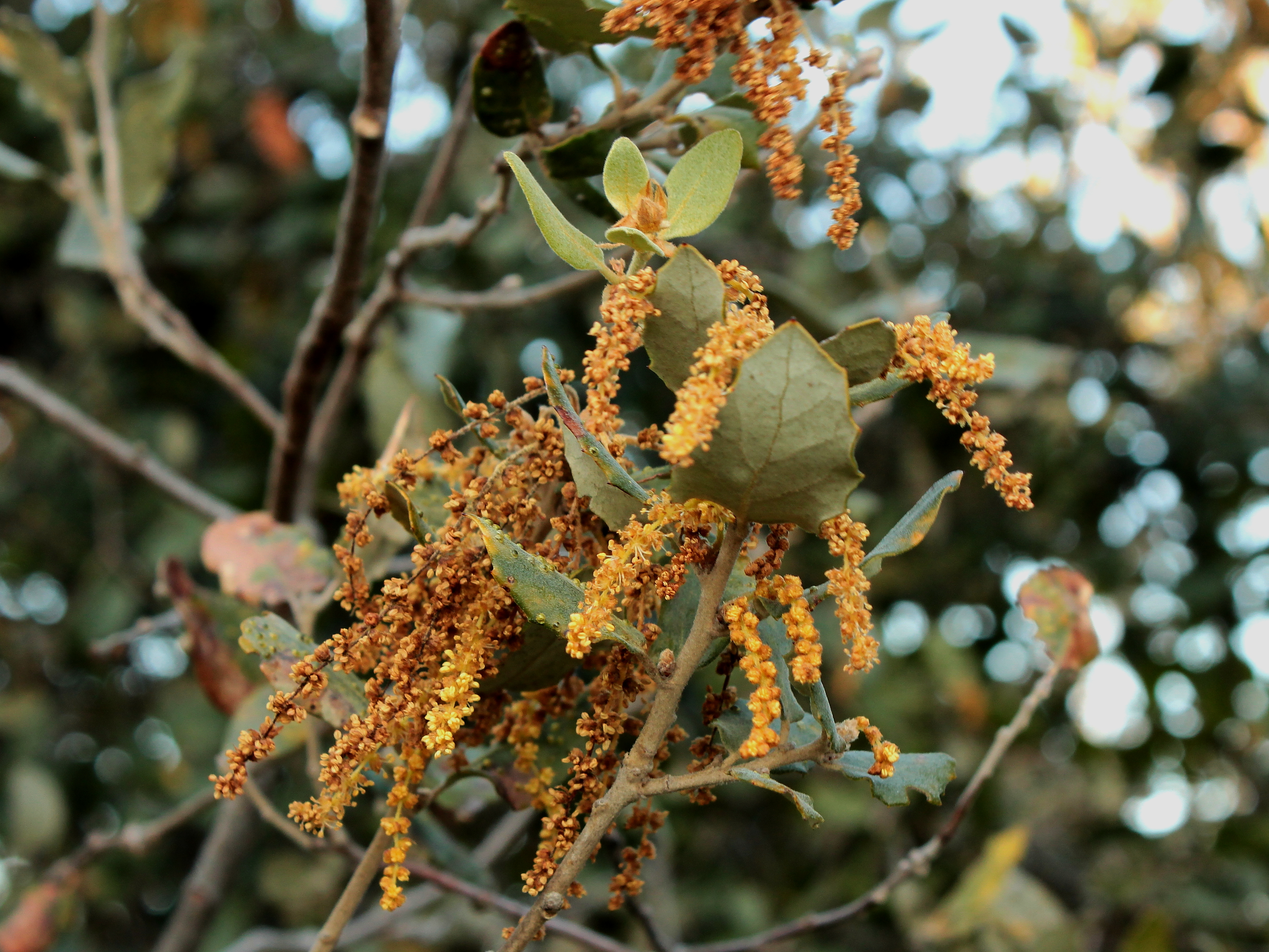
الإزهار

السنديان مستدير الأوراق هي شجرة متوسطة إلى كبيرة، عادة بين 8–12 متر (26–39 قدم)، لكن يمكن أن تصل إلى 15 متر (49 قدم) شكلها مظلي كبير وكثيفة ومستديرة. لها أوراق صغيرة، جلدية، خضراء داكنة مع جانب سفلي لامع. عادة ما تكون حواف الأوراق بيضاوية مسننة شائكة، خاصة لدى الأشجار صغيرة السن.
تزهر من فبراير إلى أبريل. تبدأ الشتلات في الإزهار في عمر 8 سنوات تقريباً، لكنها لا تنتج البلوط حتى عمر 15 إلى 20 عاماً. ينضج البلوط في الخريف، بعد حوالي 6 أشهر من التلقيح. تعتبر شجرة شديدة المرونة يمكنها تحمل درجات حرارة أقل من −20 °م (−4 °ف)، و يمكنها العيش في ظروف تصل درجات الحرارة فيها أحياناً إلى 47 °م (117 °ف) خلال أشهر الصيف. عكس السنديان الأخضر، فإن الثمار تحتوي على مستوى منخفض جداً من العفص المر، و نتيجة لذلك طعمه حلو بشكل عام و مصدر طاقة جيد للماشية.

## الانتشار و الموطن
يعود أصل السنديان مستدير الأوراق إلى شبه الجزيرة الأيبيرية ( البرتغال و إسبانيا )، و لكنها تنتشر أيضاً في جميع أنحاء المغرب، لا سيما في جبال الأطلس بالإضافة للجزائر و تونس و جنوب فرنسا ( لنكدوك روسيون ) وجزر البليار. توجد في مناطق البحر الأبيض المتوسط القارية أو شبه القارية أو الساحلية في الظروف المناخية ذات الصيف الحار والجاف،  والشتاء الرطب. تنموا هذه الشجرة في تربات مختلفة، ولا تتأثر بنوعية التربة. كثيرا ما تنمو هذه الشجرة إلى جانب أنواع أخرى مثل الأرز الأطلسي في جبال الأطلس. في المغرب. بعض هذه الغابات المختلطة هي موطن لقرود المكاك البربري المهددة بالانقراض.
تنمو غابات السنديان مستدير الأوراق على ارتفاعات تناهز 1,900 متر (6,200 قدم)  كما يمكنها أن تعيش في جميع الارتفاعات في البرتغال. كثيرا ما تستعمل هذه الغابات في الرعي، خاصة عندما تموت الحشائش خلال الصيف أو خلال فترة التساقطات الثلجية، حيث مكنها تحمل الصقيع وفترات قصيرة من تساقط الثلوج الخفيفة. أحيانا يتم الاحتفاظ بثمار البلوط كعلف للماشية. تقدر كثافة هذا النوع بـ 30 إلى 50 شجرة لكل هكتار، 

## التهديدات

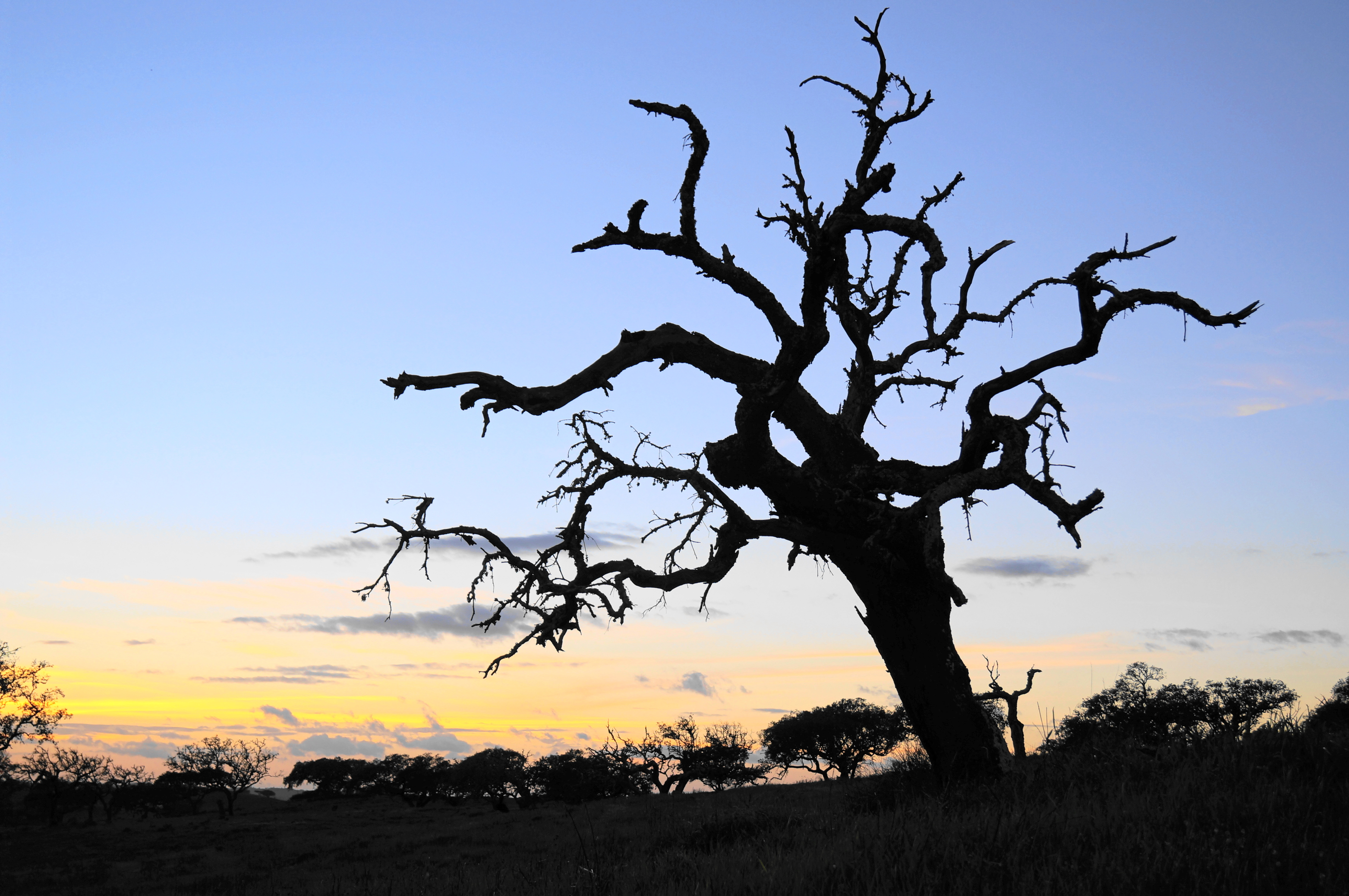
بلوط السنديان مستدير الأوراق الميت، ميرطولا

غابات السنديان مستدير الأوراق مهددة بالاجتثاث في الكثير من المناطق من أجل زراعة الكروم والصنوبر والأوكالبتوس.  كما أنها مهددة بآفة  تعفر الجذور، وزيادة وتيرة و مدة الجفاف المرتبطة بالتغيرات المناخية و خاصة في البرتغال، حيث بدأت أعدادها تنخفض. تتأثر الشجرة أيضاً بحرائق الغابات. على الرغم من أنها من النبتات المتجددة.
تتعرض هذه الأشجار أيضا للهجوم من طرف يرقات حاملات الأكياس، لكن لا يؤثر عليها كثيرا. كما أن هذه الشجرة مقاومة بشكل ملحوظ لفطر العسل. تعتبر هذه الشجرة محمية بموجب القانون في البرتغال.

## الاستخدام

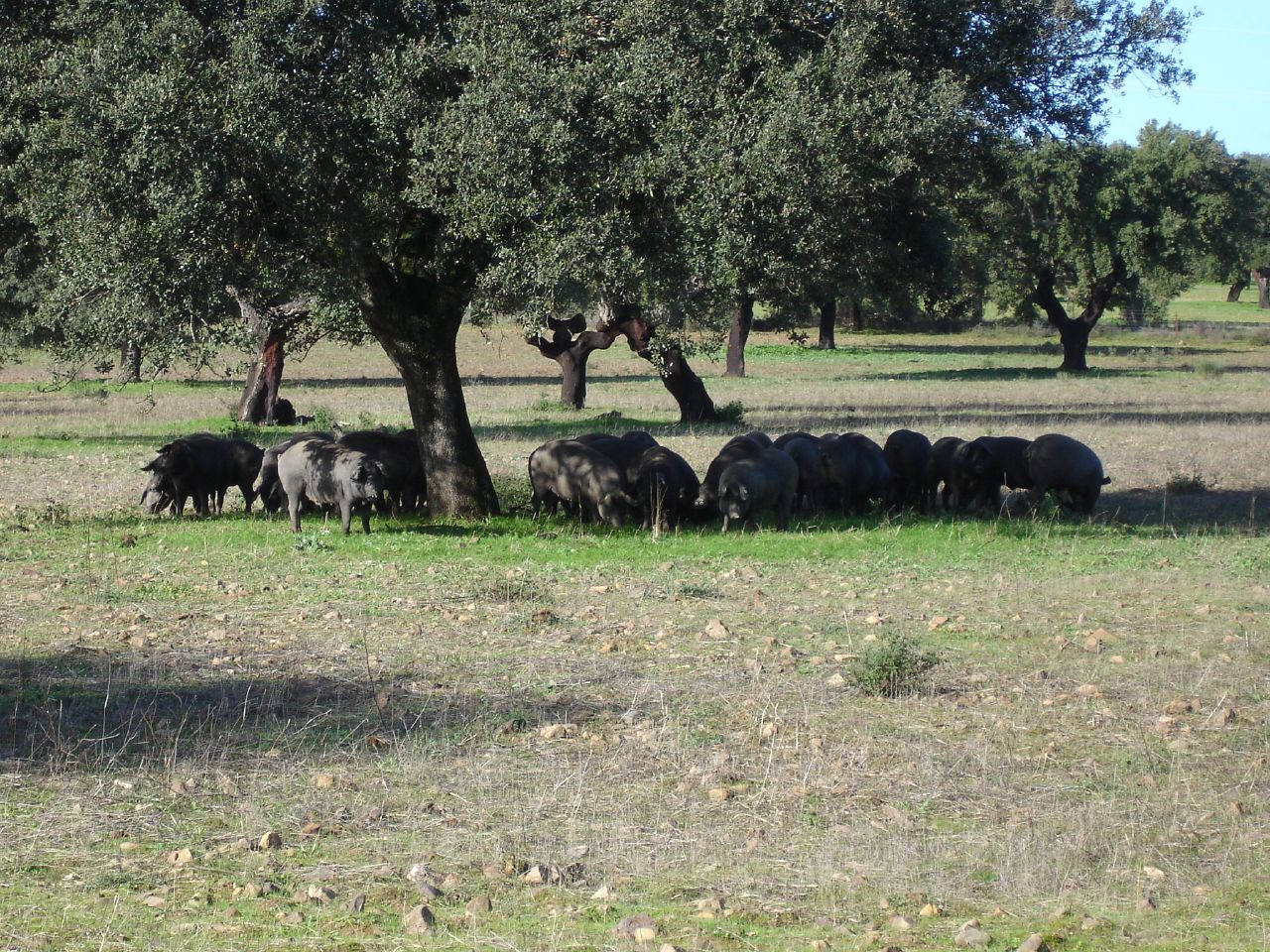
الخنازير الأيبيرية السوداء تتغذى على السنديان مستدير الأوراق

يستخدم خشب السنديان مستدير الأوراق تقليديا في صناعة الفحم والتدفئة، كما يستهلك البلوط من قبل كل من الحيوانات و البشر. اللحاء غني بمكونات للاستخدامات الطبية التقليدية. كما يستخدم  لإنتاج كل من الكمأة السوداء والكمأ الصيفي.
استخدم ثمار السنديان مستدير الأوراق منذ العصر الحجري الحديث. قام سكان شبه الجزيرة الأيبيرية الجنوبية منذ 9000 عام بجمع هذه الثمار في الخريف (نوفمبر)، و تحميصها من أجل الحفاظ عليها طوال العام، و طحنها في مطاحن جرانيت يدوية، و تناول الدقيق في الحساء أو الخبز.

## الأشجار البارزة

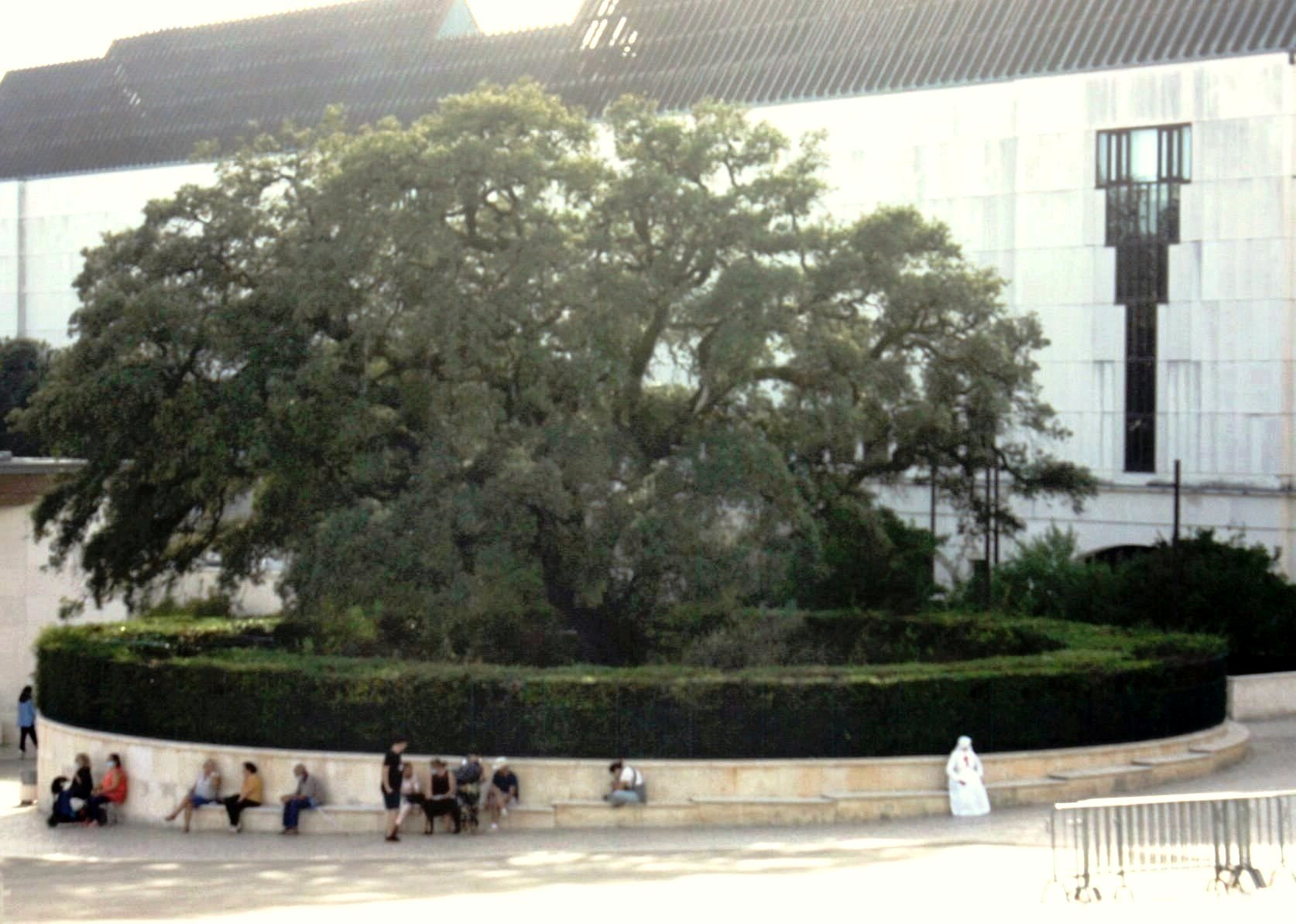
بلوط كويركوس روتونديفوليا في حرم فاطمة هي شجرة ذات اهتمام عام في البرتغال

تم الإبلاغ عن ظهور العذراء مريم المباركة فوق شجرة السنديان مستدير الأوراق من قبل فرانسيسكو وجاسينتا مارتو ولوسيا دوس سانتوس في حرف فاطمة بين عامي 1916 و1917. اختفت الشجرة الصغيرة منذ ذلك الحين وأصبحت قطعها الآن آثارًا، ولكن لا تزال أشجار بلوط مستديرة الأوراق الأخرى بالقرب من الموقع قائمة، إحداها شجرة ذات أهمية عامة.

## معرض

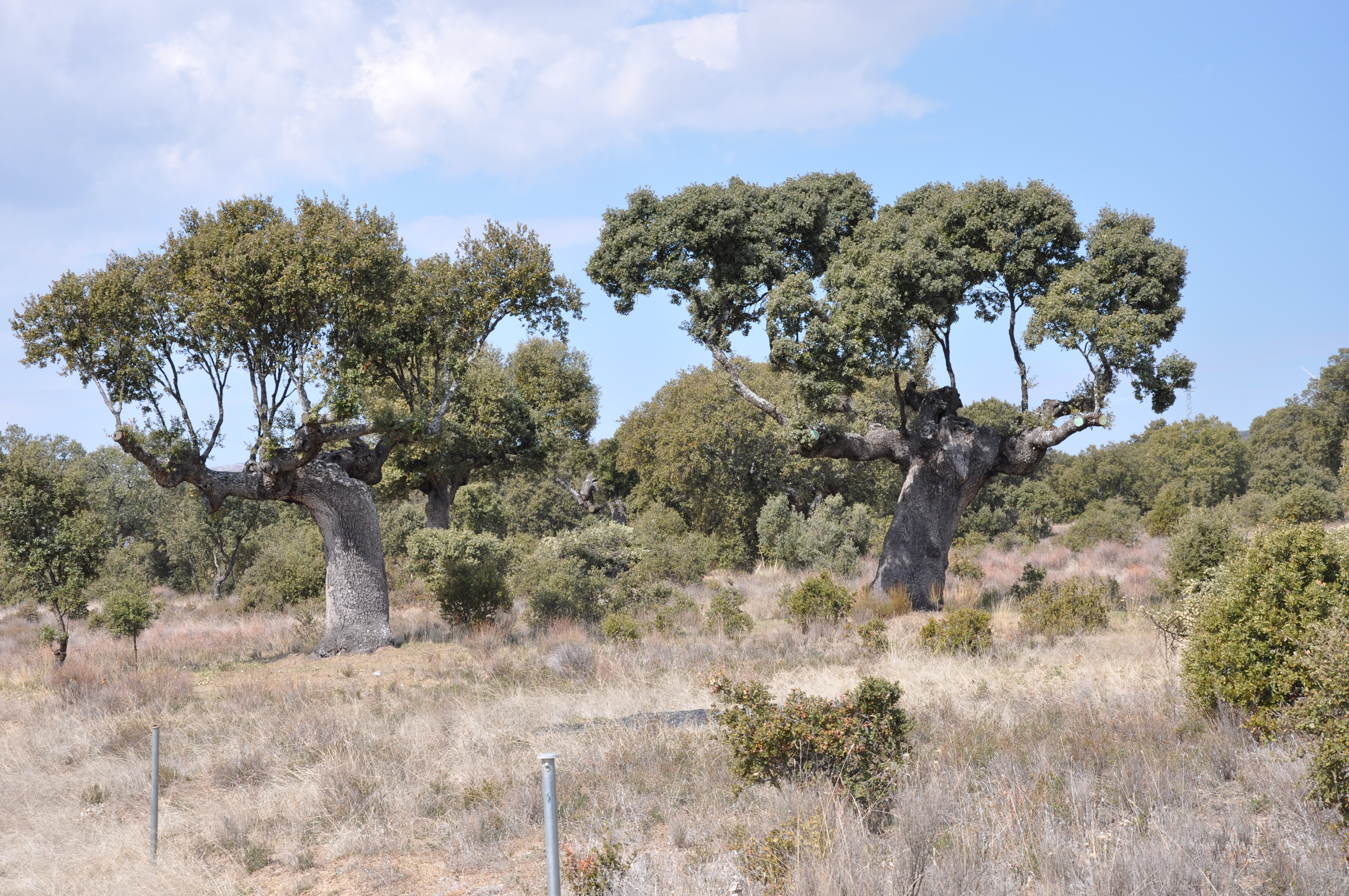
السنديان مستدير الأوراق في لا توري (آبلة)
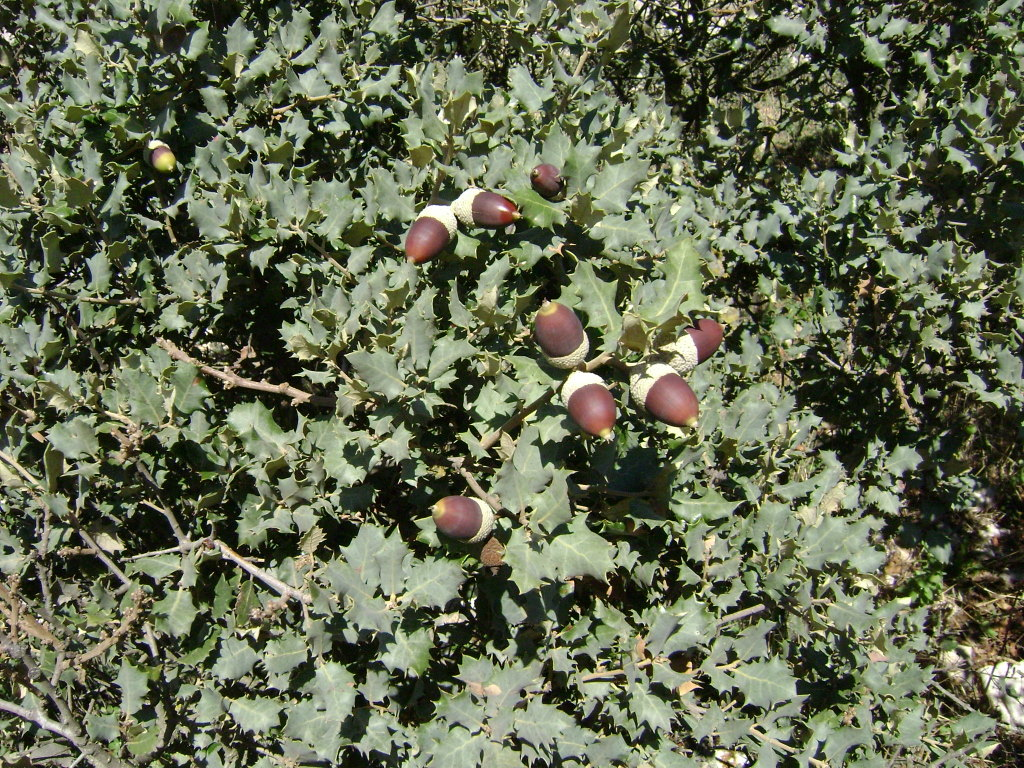
ثمار السنديان مستدير الأوراق
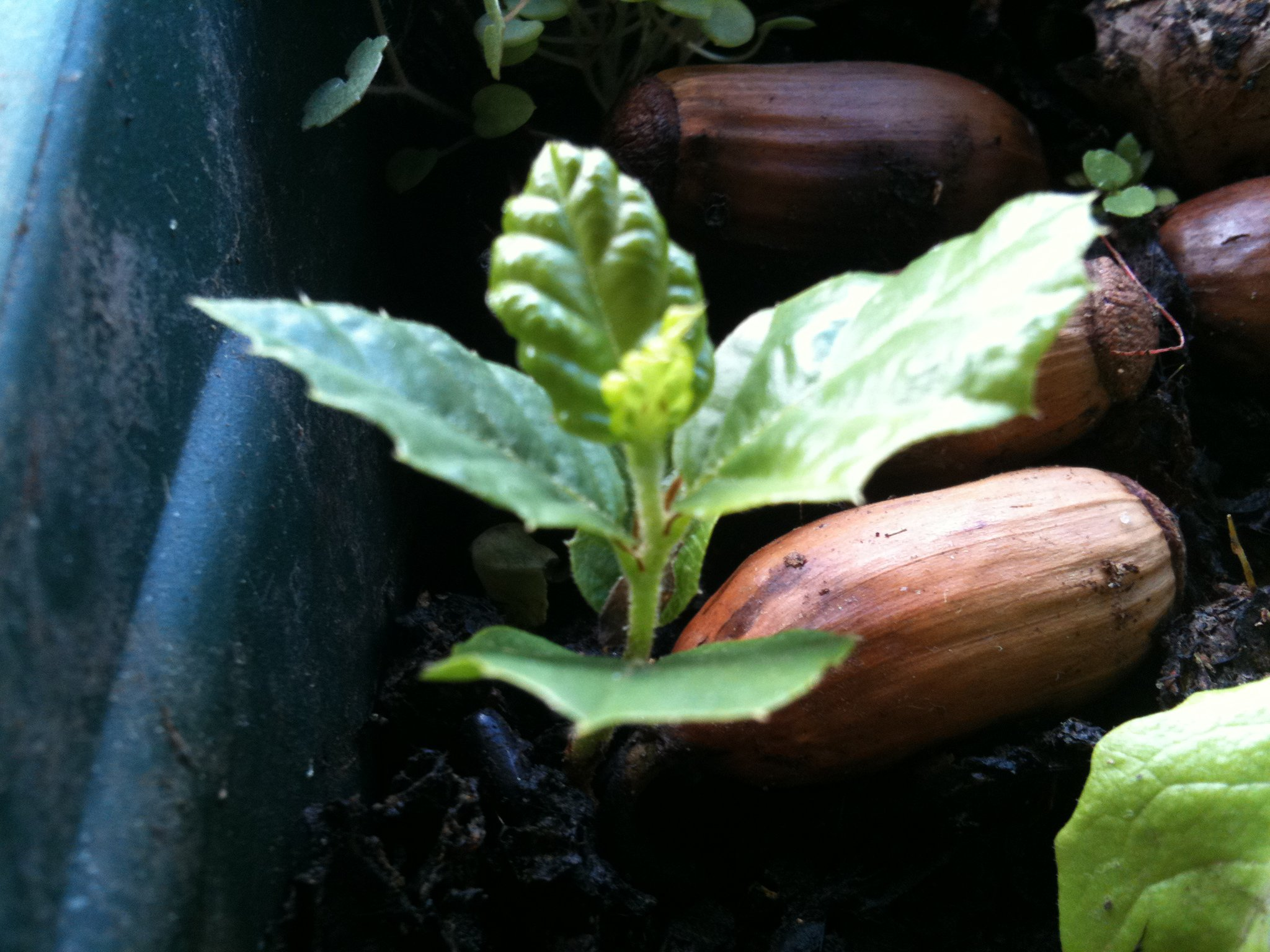
إنبات السنديان مستدير الأوراق
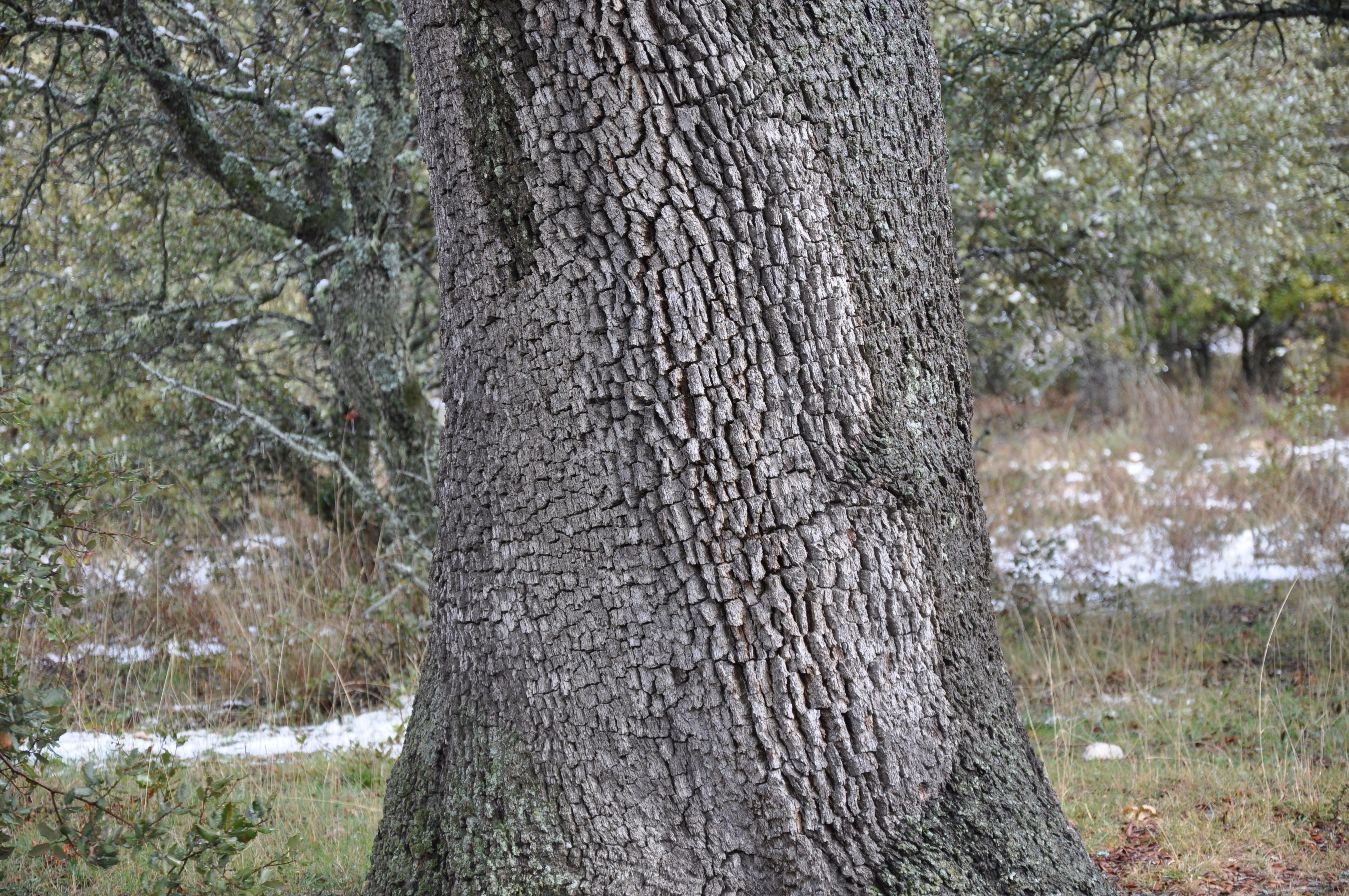
الجانب الخشن من الجذع ، شائع في الأشجار الأكبر سنا
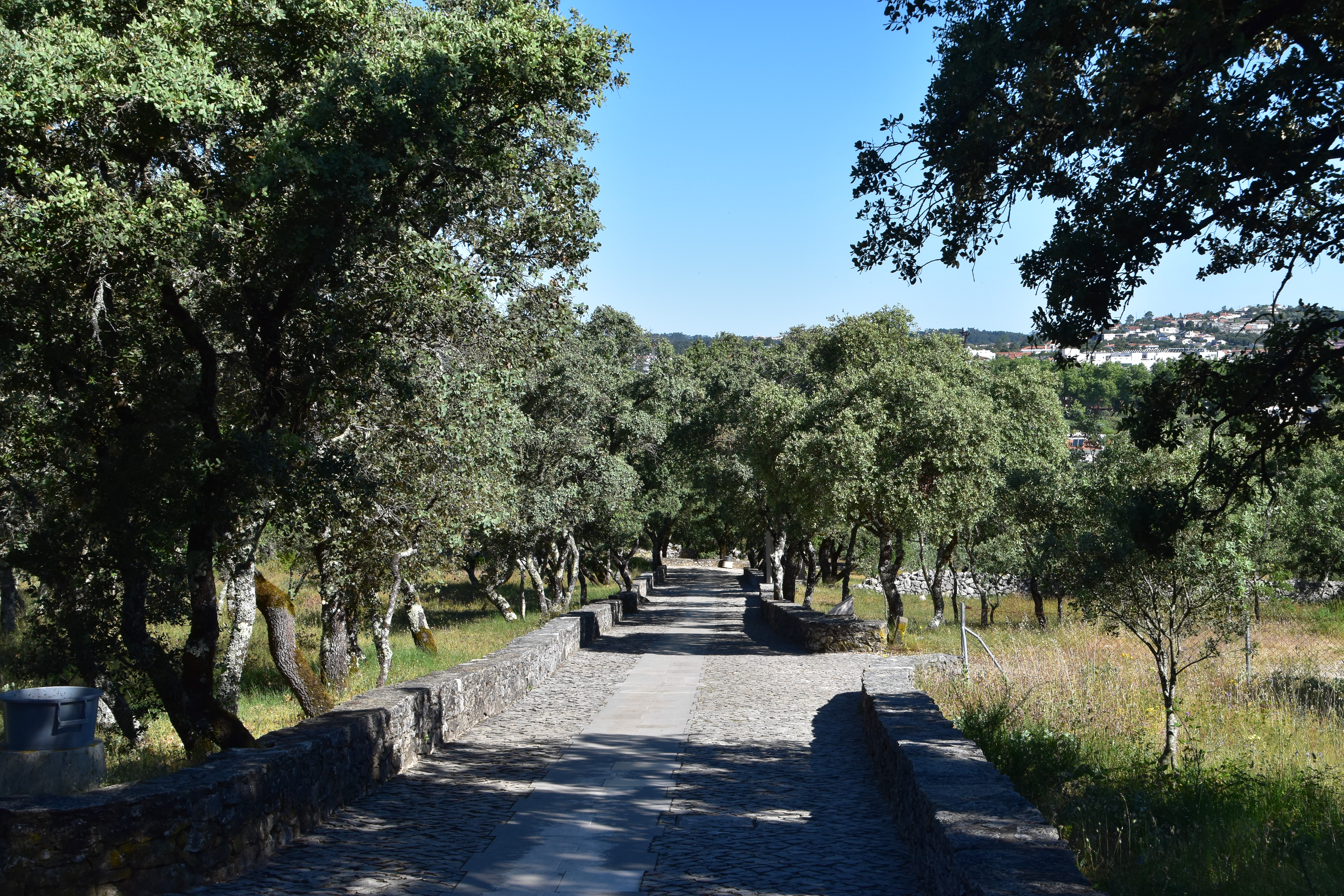
غابة السنديان مستدير الأوراق في مدينة فاطمة بالبرتغال